# Bränninge
Bränninge is een plaats in de gemeente Habo in het landschap Västergötland en de provincie Jönköpings län in Zweden. De plaats heeft 56 inwoners (2000) en een oppervlakte van 2 hectare.